# إدوارد سوليفان
إدوارد سوليفان (بالإنجليزية: Edward Sullivan)‏ هو عسكري أيرلندي، ولد في 16 مايو 1870 في كورك في جمهورية أيرلندا، وتوفي في 11 مارس 1955 في أوكسبريدج في الولايات المتحدة.